# Bolesław Augustynowicz

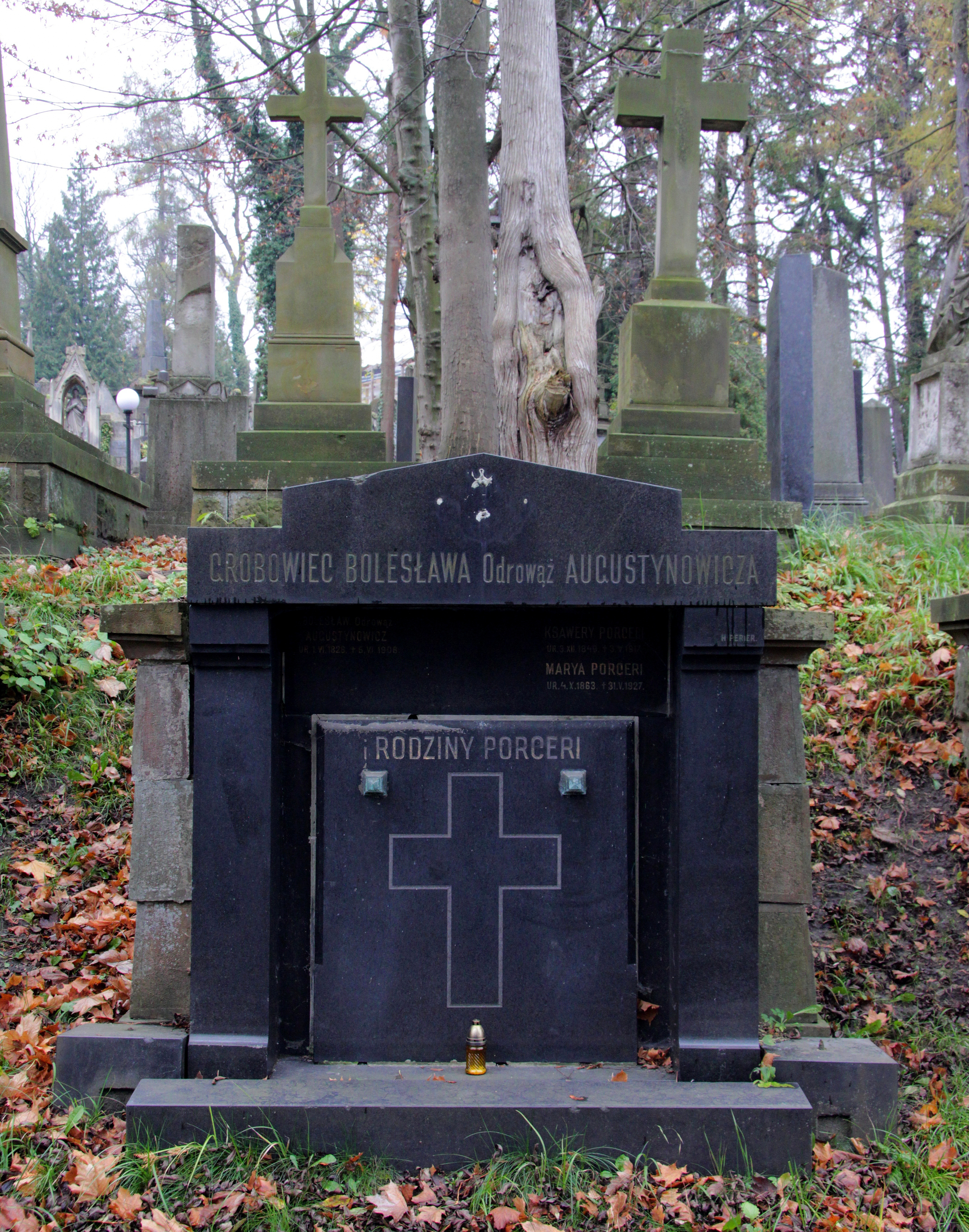

Bolesław Augustynowicz herbu Odrowąż (ur. 1 czerwca 1826, zm. 5 czerwca 1908 we Lwowie) – ziemianin, galicyjski działacz gospodarczy i spółdzielczy.

## Życiorys
Otrzymał gruntowne wykształcenie prawnicze. Ziemianin, właściciel wzorcowo prowadzonego i służącego za przykład racjonalnej i postępowej gospodarki majątku Kniaże, w pow. złoczowskim. Działacz gospodarczy, który poświęcił się rozwojowi rolnictwa i spółdzielczości w Galicji. W 1882 zakłada, na wzór wielkopolskich, Towarzystwo Kółek Rolniczych, którego był długoletnim prezesem (1882–1898), a następnie uchwałą Towarzystwa – protektorem. Członek i działacz Galicyjskiego Towarzystwa Gospodarskiego, członek jego Komitetu (24 czerwca 1874 – 18 czerwca 1875) jego wiceprezes (18 czerwca 1875 – 15 czerwca 1892). Protektor Towarzystwa Kółek Rolniczych we Lwowie (1914). Przez wiele lat prezes Rady Nadzorczej Banku Rolniczego. W 1902 stracił wzrok i usunął się z życia publicznego. Przed śmiercią uczynił legat (20 tys. koron) na rzecz Towarzystwa Kółek Rolniczych z wyraźnym przeznaczeniem na podniesienie gospodarności, zmysłu administracyjnego i produktywności drobnej własności.
Zmarł w 1908 we Lwowie. Pochowany na Cmentarzu Łyczakowskim.

## Życie prywatne
Pochodził z ormiańskiej rodziny ziemiańskiej, był synem Mateusza i Klary z Horodyńskich. Jego siostrą była Laura (ur. 1830), żona Władysława Olizara-Wołczkiewicza (1832–1910). Rodziny nie założył.